# Rosta Ferenc
Rosta Ferenc (Buzsák, 1913. október 31. – Székesfehérvár, 1978. július 28.) székesfehérvári segédpüspök.

## Pályafutása
Teológiai tanulmányait a Gregoriana Pápai Egyetemen végezte, a Veszprémi egyházmegye papnövendékeként. 1939. október 29-én szentelték pappá Rómában. 1941-től Buzsákon, illetve Zalabéren, 1942-től Attalán volt káplán. 1943-tól Nagykanizsán szolgált hitoktatóként, 1944-ben Veszprémben teológiai tanárként.
November 29-én a nyilasok letartóztatták, mert a velük szembeszegülő Mindszenty József püspök mellé állt. A veszprémi fegyház után december 22-én Sopronkőhidára, majd az Isteni Megváltó Leányai soproni zárdájába internálták, ahonnan február 22-én szabadult.
1949-ben a pápai Szent István-templom plébánosává nevezték ki, majd 1958-tól Fonóban, 1961-től Bálványoson, 1971-től Balatonszemesen szolgált szintén plébánosként. 1975-ben tiszteletbeli kanonokká nevezték ki.

### Püspöki pályafutása
1978. március 6-án garriánai címzetes püspökké és székesfehérvári segédpüspökké nevezték ki. 1978. április 5-én szentelték püspökké.